# (1215) Boyer
(1215) Boyer ist ein Asteroid des Hauptgürtels, der am 19. Januar 1932 vom französischen Astronomen Alfred Schmitt in Algier entdeckt wurde.
Der Asteroid trägt den Namen des französischen Astronomen Louis Boyer.